# Karpaty (obwód zakarpacki)
Karpaty (ukr. Карпати) – wieś na Ukrainie, w rejonie mukaczewskim obwodu zakarpackiego. W 2001 roku liczyła 217 mieszkańców.
Znajduje się tu przystanek kolejowy Karpaty, położony na linii Lwów – Czop.

## Zabytki
- pałac wybudowany przez hrabiego Erwina Friedricha Schönborna w latach 1890-1895 w miejscu drewnianego budynku[2]. Pałac myśliwski zbudowany został w stylu neoromantycznym, łączący motywy romańskie i gotyckie. Jego oryginalność jest w tym, że ma 365 okien (tyle dni w roku), 52 komnat (tygodni) oraz 12 wejść (miesięcy)[2]. Zamek jest ozdobiony bogatym wystrojem (płaskorzeźbami, witrażami) przedstawiającym heraldykę klanu hrabiego Schönborn. Pałac żyje według kurantów zegara z wieży. W 1945 roku nieruchomość została znacjonalizowana i pałac myśliwski został przekształcony w sanatorium Karpaty. Część wyposażenia pałacu (meble i inne przedmioty wartościowe) zostały przekazane muzeum w Użhorodzie. Koło pałac powstał wspaniały ogród, arboretum, (obecnie park sanatorium Karpaty) z ozdobnym jeziorem w centrum w kształcie cesarstwa. W ogrodzie znajduje się wiele rzadkich drzew, m.in.: świerk kanadyjski, wiśnia japońska, różowy buk, hortensja. W parku pałacowym stoją dwie rzeźby – jeleń i miś z niedźwiadkiem.

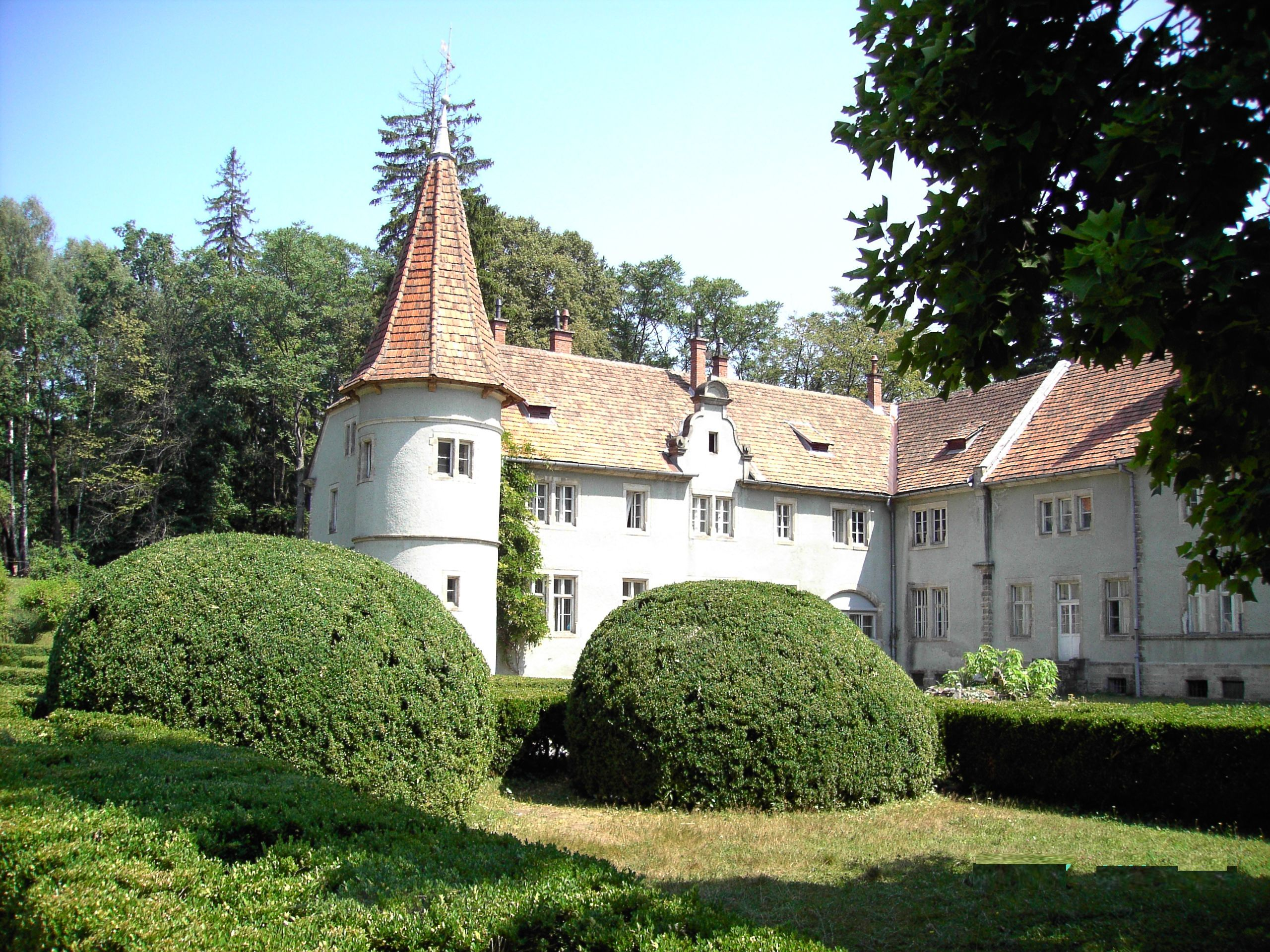
Pałac
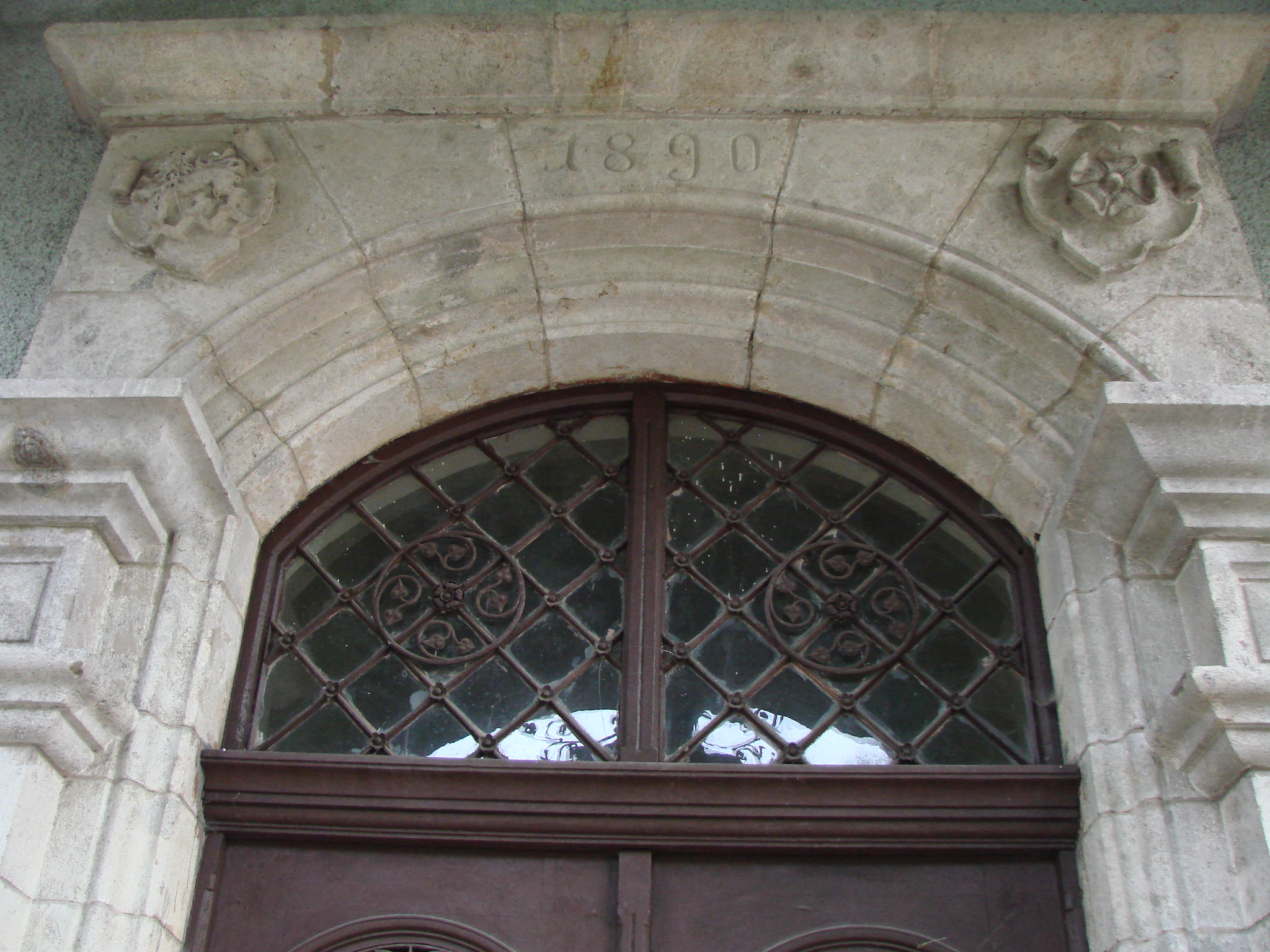
Data budowy jednego z wejść do pałacu
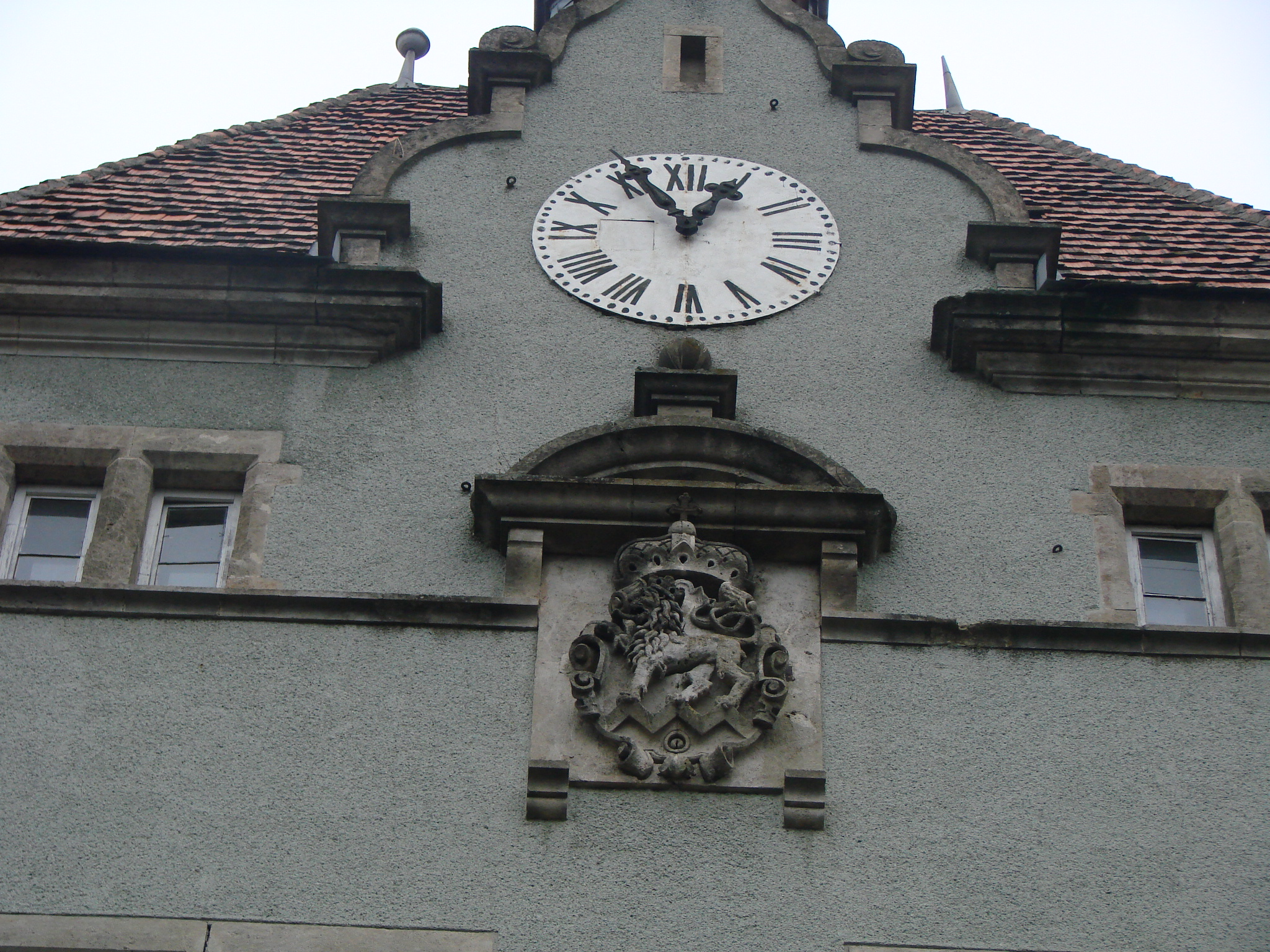
Herb z fasady pałacu
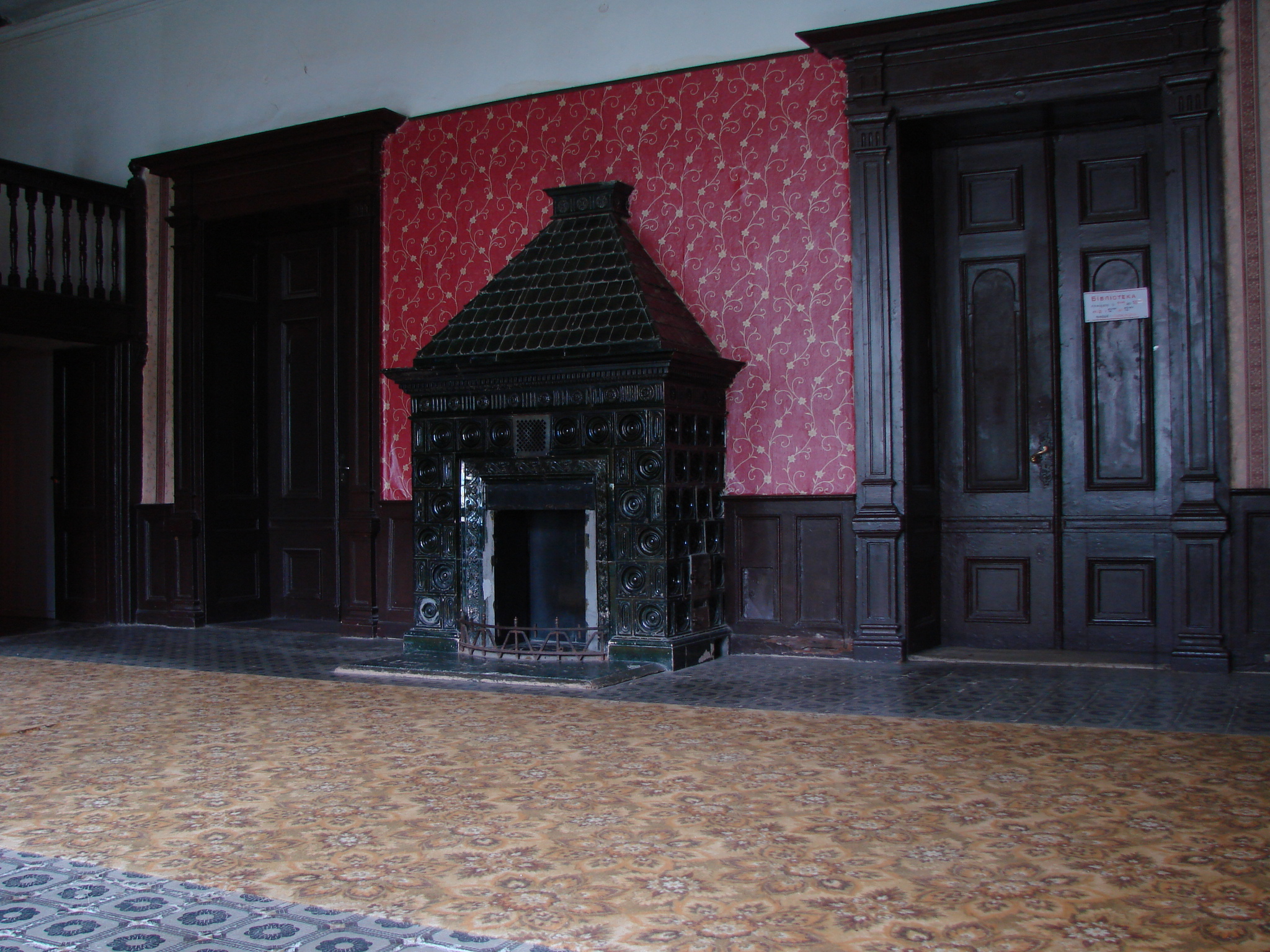
Sala kominkowa